# Гаррієт Джонс (плавчиня)
Гаррієт Джонс (англ. Harriet Jones; нар. 27 травня 1997) — британська плавчиня.
Чемпіонка Європи з водних видів спорту 2020 року.